# Monocentrus elegans
Monocentrus elegans är en insektsart som beskrevs av Boulard 1971. Monocentrus elegans ingår i släktet Monocentrus och familjen hornstritar. Inga underarter finns listade i Catalogue of Life.